# Philemon
Philemon és un gènere d'ocells relativament grans, de la família dels melifàgids (Meliphagidae).

## Distribució geogràfica
Aquests ocells habiten Austràlia, Nova Guinea i illes properes, Indonèsia Oriental i Nova Caledònia.

## Comportament i dieta
Generalment són aus de plomatges apagats i de caràcter agressiu, que s'alimenten de nèctar, insectes i altres invertebrats, flors, llavors i fruites.

## Taxonomia
Segons la classificació del IOC (versió 10.2, 2020) se n'han descrit 18 espècies:
- Philemon meyeri - frare de Meyer.
- Philemon brassi - frare de Brass.
- Philemon citreogularis - frare gorjagroc.
- Philemon kisserensis - frare de Kisar.
- Philemon inornatus - frare de Timor.
- Philemon fuscicapillus - frare fosc.
- Philemon subcorniculatus - frare de Seram.
- Philemon moluccensis - frare de Buru.
- Philemon plumigenis - frare de les Tanimbar.
- Philemon buceroides - frare d'elm.
- Philemon yorki - frare calau.
- Philemon novaeguineae - frare de Nova Guinea.
- Philemon cockerelli - frare de Nova Bretanya.
- Philemon eichhorni - frare de Nova Irlanda.
- Philemon albitorques - frare de Manus.
- Philemon argenticeps - frare rinoceront.
- Philemon corniculatus - frare cridaner.
- Philemon diemenensis - frare de Nova Caledònia.